# Österreichische Kuckuckswespe

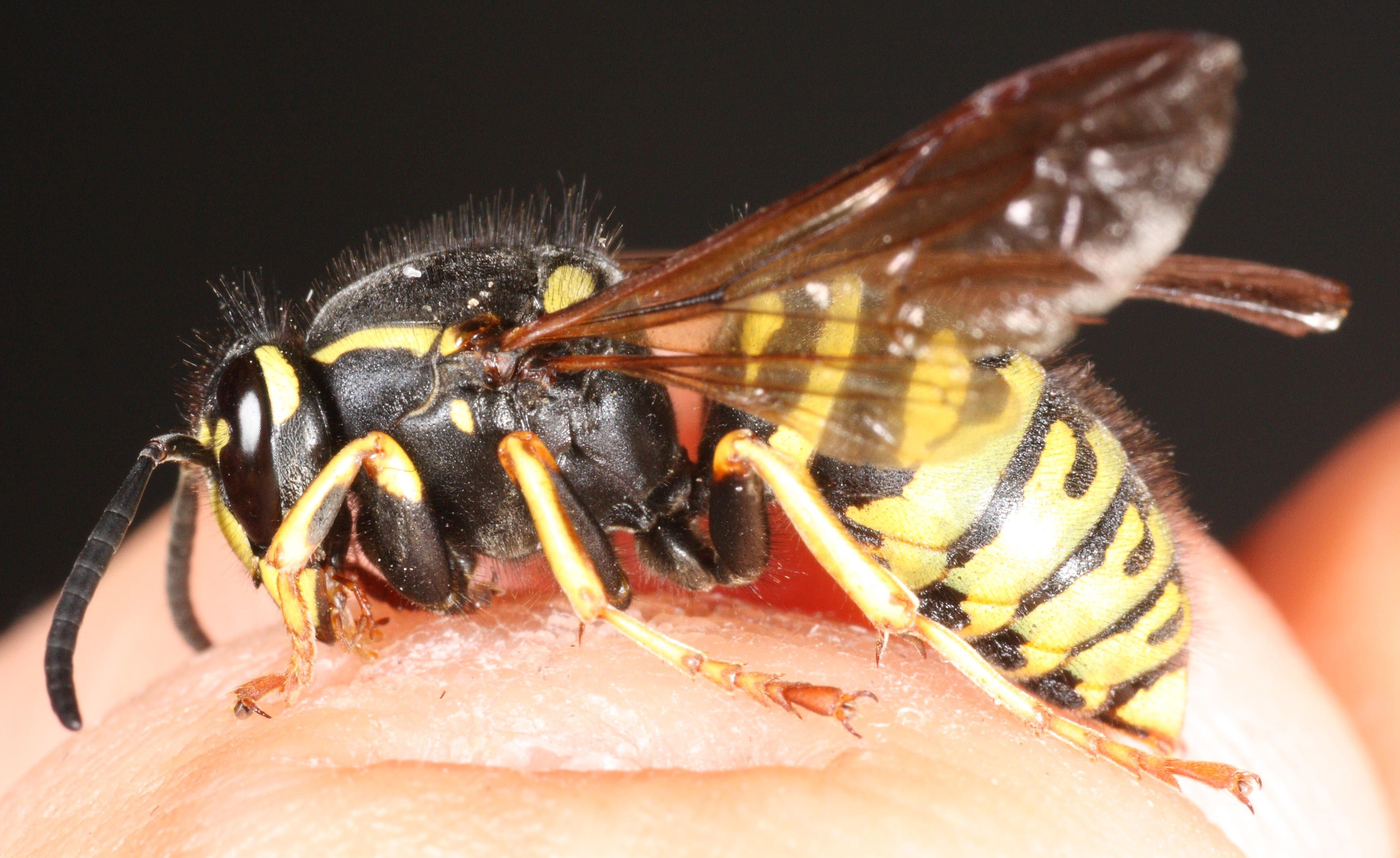
Seitenansicht

Die Österreichische Kuckuckswespe (Vespula austriaca) ist eine Kuckuckswespe aus der Familie der Faltenwespen (Vespidae). Sie lebt als Sozialparasit der Roten Wespe (Vespula rufa).

## Merkmale
Die Wespen erreichen eine Körperlänge von 15 bis 19 Millimetern (Weibchen) bzw. 13 bis 16 Millimetern (Männchen). Ihr Clypeus trägt meist einen schwarzen Fleck, seltener ist er komplett gelb gefärbt oder trägt drei schwarze Punkte. Die Art ist anhand der Clypeuszeichnung also nicht, wie viele andere Wespen, bis zur Art bestimmbar. Für eine sichere Unterscheidung können folgende Merkmale herangezogen werden: Die  Tibia (Schiene) der Hinterbeine ist doppelt behaart, sie trägt neben kurzen gelben auch lange schwarze Haare, diese lange Behaarung fehlt den anderen Arten der Gattung. Außerdem trägt der Clypeus der Weibchen bei der Art vorn zwei spitze Zähnchen, bei den Männchen ist er stumpf bezahnt (aber länger als bei den anderen Arten). Weitere Unterschiede betreffen die Gestalt des Aedeagus des Männchens und sind nur nach Präparation sichtbar. Von der nordamerikanischen Schwesterart Vespula infernalis unterscheidet die Punktierung der Frons (Stirn). Diese ist deutlich gröber und tiefer, meist etwas gekörnt.
Von ihrer Wirtsart Vespula rufa ist Vespula austriaca leicht an der fehlenden roten Färbung der ersten Hinterleibstergite unterscheidbar.

## Vorkommen
Die Österreichische Kuckuckswespe lebt in ganz Europa, nördlich bis Skandinavien und Schottland (eine Einzelangabe für die Färöer-Inseln), südlich bis zum Mittelmeerraum, außer dessen Süden. Nach Osten hin besiedelt sie außerdem fast ganz Nordasien, östlich bis Kamtschatka, der Amurregion und Japan. Sie kommt in der Türkei (nur Zentral- und Ostanatolien), in Pakistan, Nordindien und dem Norden Chinas vor. Sie ist in Europa weit verbreitet, aber meist recht selten (aus Dänemark nur ein Fund aus dem 19. Jahrhundert), unter den Kuckuckswespen aber noch die häufigste Art.
Die Art wurde lange Zeit auch aus dem nördlichen Nordamerika angegeben, wo anstelle von Vespula rufa (die auch in Nordamerika vorkommt) die amerikanische Vespula acadica ihre Wirtsart sei. Diese Angaben beziehen sich allerdings auf Vespula infernalis
Sie besiedelt wie ihre Wirtsart verschiedene offene Lebensräume und kommt kaum in der Nähe des Menschen vor. Sie ist in Mitteleuropa selten und fliegt von Ende Juni bis Ende August. Junge Tiere der neuen Generation fliegen ab Mitte Juli.

## Lebensweise
Die Österreichische Kuckuckswespe ist ein Sozialparasit der Roten Wespe. Ihre Lebensweise ist im Detail nicht untersucht. Wie bei allen Kuckuckswespen dringt ein Weibchen in eine entstehende Kolonie der Roten Wespe ein, tötet oder verdrängt deren Königin und lässt die Arbeiterinnen anstelle von deren ihren eigenen Nachwuchs aufziehen.

## Taxonomie und Systematik
Die Art wurde, als Vespa austriaca im Jahr 1799 durch den Arzt und Naturforscher Georg Wolfgang Franz Panzer erstbeschrieben. Typlokalität ist die Umgebung von Wien (deshalb vermutlich, nach Österreich, austriaca genannt). Aufgrund der sozialparasitischen Lebensweise wurde von Otto Schmiedeknecht für sie die Gattung Pseudovespa aufgestellt, die heute nicht mehr anerkannt wird. Durch nachträgliche Festsetzung durch William Harris Ashmead im Jahr 1902 ist sie die Typusart der Gattung Vespula Thomson, 1869.
Die früher der Art zugeordneten Populationen in Nordamerika (Wirtsart dort Vespula acadica) wurden durch Lynn S. Kimsey und James M. Carpenter im Jahr 2012 als eigene Art abgetrennt. Sie setzten dazu den alten, vorher als Synonym aufgefassten Namen Vespa infernalis (beschrieben 1854 durch Henri de Saussure) wieder ein.